# Flightradar24
Flightradar24는 지도에 실시간 상용 항공기 비행 정보를 보여주는 스웨덴의 인터넷 기반 서비스다. 여기에는 여객기의 운항정보, 출발지 및 목적지, 항공편, 항공기 유형, 등록 번호, 위치, 고도, 표제 및 속도 등이 포함된다. 또한 항공사, 항공기, 항공기 유형, 지역 또는 공항별로 이전 운항정보와 과거 비행 데이터의 시간 경과 재생을 보여줄 수 있다. 여러 출처로부터 데이터를 집계하지만, 주로 미국 이외의 지역에서는 ADS-B 수신기를 가진 자원봉사자들이 수집하는 크라우드소싱 정보로부터 데이터를 수집한다. 이 서비스는 2006년 두 스웨덴 항공 애호가들에 의해 취미로 설립되었다. 웹 페이지나 모바일 기기 앱을 통해 이용할 수 있다. 가디언은 그 사이트를 "권위적"으로 간주한다.

## 추적

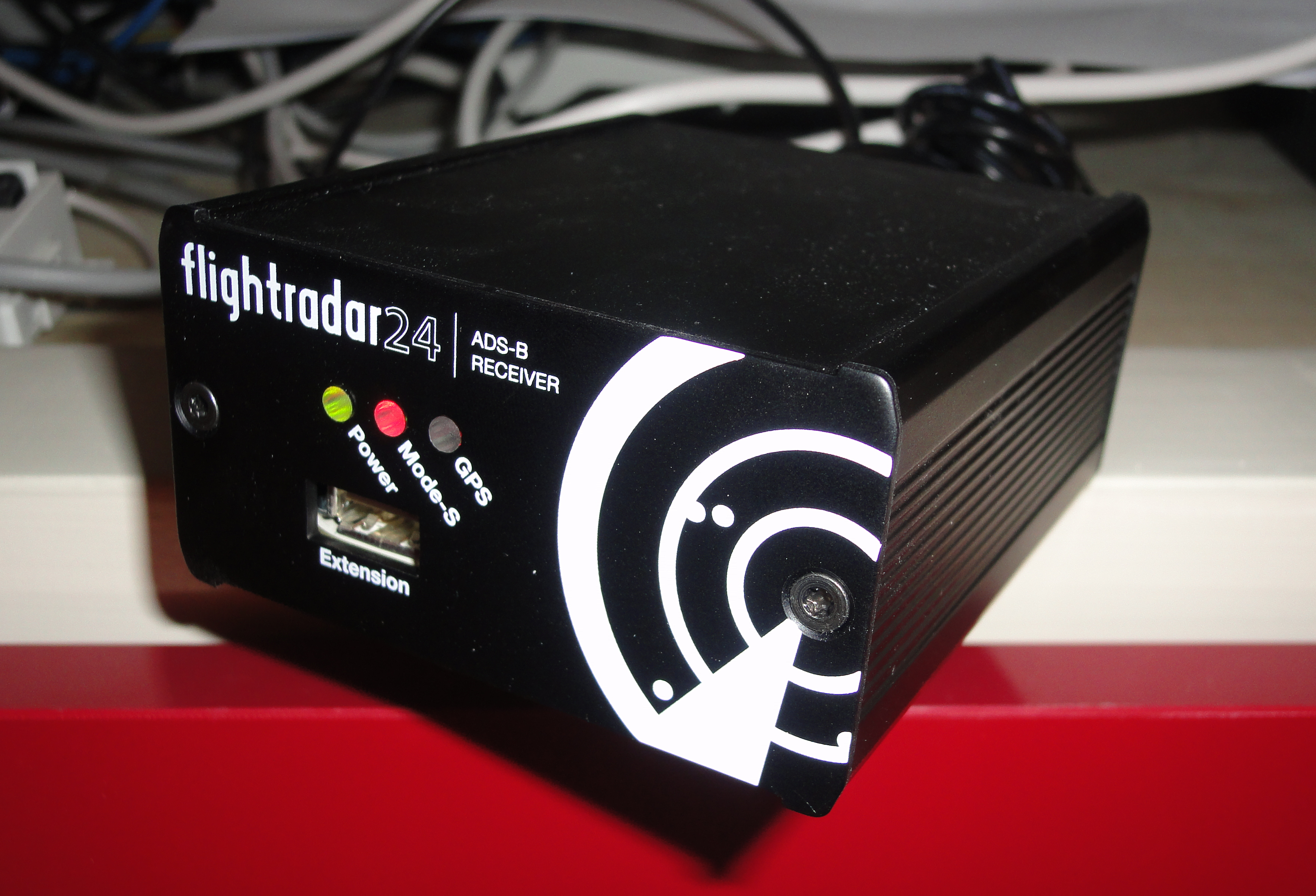
플라이트레이더24의 ADS-B 수신기

Flightradar24는 다음과 같은 3가지 소스의 데이터를 집계한다.
1. 자동 종속 감시 방송의 주된 출처는 지상 기반 ADS-B 수신기로, ADS-B 트랜스폰더가 장착된 지역 내 항공기의 데이터를 수집하여 실시간으로 인터넷에 전송한다. 항공기 기반 트랜스폰더는 GPS 및 기타 비행 데이터 입력을 사용하여 항공기 등록, 위치, 고도, 속도 및 기타 비행 데이터를 포함하는 신호를 전송한다. 현재 유럽 항공기의 약 65%가 ADS-B를 탑재하고 있지만 미국은 35%에 불과하다. 예를 들어, 모든 에어버스 항공기는 ADS-B를 장착하지만 보잉 707, 717, 727, 737-200, 747-100, 747-200, 747SP는 장비로 제공되지 않으며, 운용자에 의해 개조되지 않는 한 일반적으로 보이지 않는다. 대표적인 ADS-B 수신기는 키네틱아비오닉(Kinetic Avionic)의 SBS-1과 에어나브 시스템의 에어나브가 있으며, 이들 수신기는 주로 항공 애호가인 자원봉사자들에 의해 운영된다. ADS-B 신호는 15달러 R820T 튜너 기반의 신호와 같이 저렴한 소프트웨어 정의 라디오로 수신하여 업로드할 수도 있다.[4]
2. 다변측정감시(MLAT). 두 번째 주요 출처는 FR24(Flightradar24) 수신기를 이용한 다변측정감시다. 모든 항공기 형태는 ADS-B가 없어도 MLAT가 적용되는 지역에서 볼 수 있지만, 유럽의 99%는 커버하고 있는 반면, 미국의 일부만 볼 수 있다. 항공기의 위치를 계산하려면 최소한 4개의 수신기가 필요하다.[3]
3. 연방 항공국. 미국의 부족분은 대부분 연방 항공국(FAA)의 5분 지연 데이터로 충당되지만, 여기에는 항공기 등록 및 기타 정보가 포함되지 않을 수 있다.

## 사생활
이 사이트는 "보안 및 프라이버시"의 목적으로 일부 ADS-B 정보를 디스플레이에서 차단한다. 예를 들어, 일본 항공자위대의 어느 항공기가 일본 국왕과 총리가 사용하는 구성 요소의 위치는 사이트에서 2014년 8월까지 가시화되었다. 일본 방위성은 정보를 차단할 것을 요구했다. 이는 항공기가 더 이상 온라인이나 현장에 비행 궤적을 게시하지 않는다는 것을 의미한다.

## 역사
이 서비스는 2006년 북부, 중앙 유럽에 2명의 스웨덴 항공 애호가들, 그리고 적절한 ADS-B 수신기를 가진 사람이면 누구나 2009년 데이터 기여할 수 있도록 바로 설립되었다. 이 서비스는 2010년 국제 매체가 2010년 에이야퍄들라이외퀴들 분화로 인한 북대서양과 유럽 상공에서의 비행교란을 설명하기 위해 그것에 의존했을 때 광범위한 노출을 받았다.
2014년에는 여러 대형 언론사가 여러 차례 고공행진을 벌인 뒤 사용하기도 했다. 말레이시아 항공 370편의 실종 사건과 2014년 7월 말레이시아 항공 17편이 우크라이나 상공에서 격추된 뒤, 인도네시아 에어아시아 8501편이 실종된 12월 등 이런 사건들이 일어난 이후였다. 플라이트레이더24는 웹 트래픽이 약 50배까지 증가했고 사용자들에게 약간의 접속 정체를 야기시켰다고 보고했다.
2015년 11월 가디언 신문은 샤름엘셰이크 국제공항에서 상트페테르부르크로 향하던 메트로젯 9268편이 플라이트레이더24에서 입수 가능한 정보를 토대로 공중에서 결렬됐다고 보도했다.

## 같이 보기
- LiveATC.net
- ADS-B
- 항공 교통 관제